# Għajnsielem
Għajnsielem és un municipi de l'illa de Gozo, a Malta. Té una població de 2570 habitants i una superfície de 7,2 km². El seu terme inclou l'illa de Comino.